# Cormoran
Cormoran (/ˈkɔːrməræn/ o /ˈkɔːrmərən/) è un gigante associato dal folklore a Mont Saint-Michel in quella che al tempo era la Cornouaille o a St. Michael's Mount in Inghilterra; tale confusione potrebbe derivare da isole con praticamente lo stesso nome, una in Brittany e una in Britain. La presenza dei giganti era molto forte nel folklore cornico, nella mitologia bretone e nelle leggende del Galles.

## Storia
Le tradizioni locali credono che abbia creato l'isola, in alcune versioni con l'aiuto della moglie Cormelian, e l'abbia usata come base per mettere il bestiame preso dalle comunità locali. 
Cormoran aveva sei dita sia nelle mani che nei piedi. Secondo lo studioso di folklore Joseph Jacobs, Cormoran sarebbe stato alto 5,5m e il suo giro vita sarebbe stato largo 2,75m. 
La studiosa di folklore Mary Williams riporta di aver raccolto l'informazione che, durante degli scavi sul Monte, è stato trovato lo scheletro di un uomo alto più di sette piedi. 
Cormoran, secondo la leggenda, per costruire l'isola (governata dalla marea) portó granito bianco dalla terraferma ogni volta che c'era bassa marea. Cormelian lo aiutava portando pietre nel suo grembiule. Quando Cormoran si addormentava perché esausto, la moglie continuava a portare greenstone da una cava vicina, lasciando perdere il più complicato granito. Quando era sulla via del ritorno, Cormoran si svegliava, accorgendosi che Cormelian stava portando pietre diverse da quelle che voleva lui e la prendeva a calci. Secondo la leggenda, le pietre caddero dal suo grembiule e formarono Chapel Rock. 
Cormoran appare nel fairy tale inglese "Jack the Giant Killer" (che lo colloca in epoca arturiana) e nei racconti "Tom the Tinkeard" (variante della Cornovaglia di "Tom Hickathrift"; qui il gigante è troppo vecchio per rappresentare una minaccia).

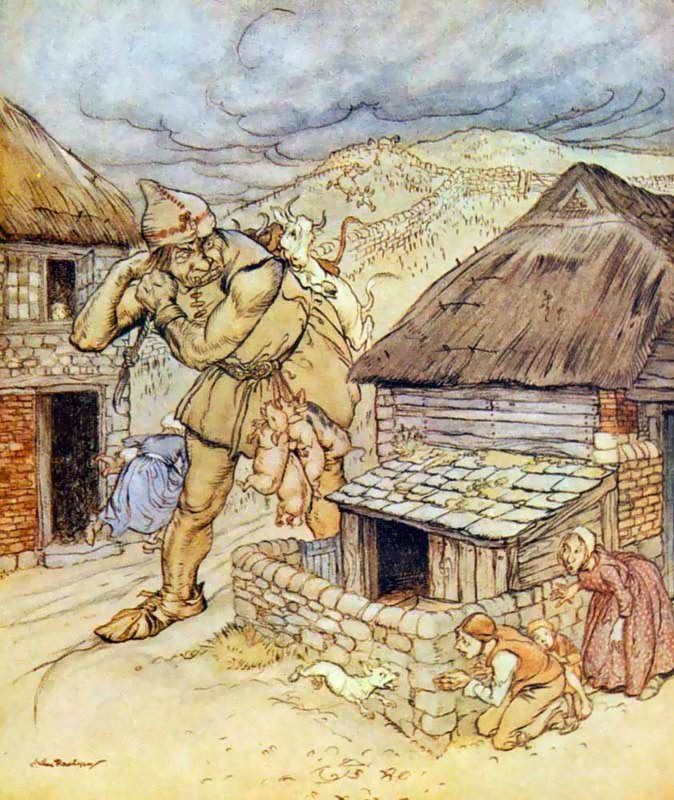
Cormoran in Jack the Giant Killer

Il nome "Cormoran" compare per la prima volta nella versione chapbook della storia di "Jack the Giant Killer" stampata a Newcastle-upon-Tyne e a Nottingham e non sembra avere origini che hanno a che fare con la Cornovaglia. Il nome può essere correlato a Corineo, il nome di un eroe eponimo leggendario della Cornovaglia. Anche Corineo è associato a St. Michael's Mount e si riteneva avesse sconfitto un gigante dal nome Gogmagog, secondo l'Historia Regum Britanniae di Goffredo di Monmouth.
Nel folklore locale, la figura di Cormoran è spesso associata a quella del gigante Trencrom. Secondo la leggenda i due gettavano massi avanti e indietro per divertirsi e per questo motivo oggi ci sono massi sparsi in quelle zone. In una versione, Trencrom tirò un enorme martello a Cormoran, colpendo e uccidendo però Cormelian, che fu sepolta a Chapel Rock. 
In molti ritengono Conomor il Maledetto, sovrano notorio come "cattivo" nella cultura Bretone, la figura di ispirazione per il mito del gigante Cormoran.